# Klero
Klero is een bestuurslaag in het regentschap Semarang van de provincie Midden-Java, Indonesië. Klero telt 5004 inwoners (volkstelling 2010).